# Urodontus rotundicollis
Espèce
Urodontus rotundicollis est une espèce d'insectes coléoptères de la famille des Anthribidae et du genre Urodontus. On la trouve au sud de l'Afrique (Namibie, RSA).